# Марко, Рита
Рита Марко (алб. Rita Marko; 17 февраля 1920, Дишница — 15 июня 2018, Тирана) — албанский коммунистический политик и государственный деятель, член Политбюро ЦК АПТ, сподвижник Энвера Ходжи и Рамиза Алии. Возглавлял крупные парторганизации, занимал посты министра промышленности и председателя Народного собрания НРА. После падения коммунистического режима был осуждён за злоупотребления властью, привлекался за преступления против человечности.

## Коммунист и комиссар
Родился в семье албанских православных аромунского происхождения. Его родители были родом из Воскопои. В 1917 аромунская Воскопоя подверглась криминально-националистическому погрому, из-за чего Стерьо и Парашкевия Марко вынуждены были переселиться в деревню округа Корча. Отец Риты Марко был пастухом и торговал молочными продуктами. Рита Марко окончил начальную школу в Корче, работал в сапожной мастерской.
С детства Рита Марко проникся идеологией большевизма. Сходных взглядов придерживались его отец и братья. Рита Марко связался с коммунистической группой Корчи, в 1936 участвовал в её уличных акциях. Был знаком с Кемалем Стафой, затем с Энвером Ходжей.
В 1939 Рита Марко примкнул к сопротивлению итальянской оккупации. С 1942 состоял в Компартии Албании (КПА; с 1948 — Албанская партия труда, АПТ). Во время войны служил в коммунистической НОАА. Был батальонным политкомиссаром в 4-й партизанской бригаде, политкомиссаром 12-й бригады, затем политкомиссаром 8-й бригады «народной обороны» (DMP, с 1946 — Сигурими). Продолжал службу несколько послевоенных лет. В 1948 ушёл в запас в звании майора безопасности.

## Партийно-государственный функционер

### Период Ходжи
С 1944 у власти в Албании стояла КПА/АПТ во главе с Энвером Ходжей. В 1950 Рита Марко перешёл с военной службы в партийно-государственный аппарат. В 1949—1950 — секретарь окружного комитета АПТ в Корче. Затем до середины 1951 занимал пост министра промышленности НРА.
В 1952 Рита Марко был кооптирован в ЦК АПТ, являлся секретарём ЦК. С 1956 состоял в высшем органе партийно-государственной власти — Политбюро ЦК АПТ. В 1966—1970 возглавлял окружную парторганизацию Дурреса. Этот период был отмечен, в частности, преследованиями писателя-диссидента Билаля Джафери, детальную справку о котором Марко отправил секретарю ЦК по идеологии Рамизу Алии.
В 1956—1958 Рита Марко — председатель Народного собрания НРА, затем — член Президиума (председательский пост в албанском законодательном органе являлся скорее представительским, ключевую роль играл председатель Президиума — эту должность занимал Хаджи Леши). С 1970 по 1982 Марко возглавлял официальные профсоюзы НРА/НСРА.
Рита Марко неуклонно придерживался «генеральной линии» Энвера Ходжи, участвовал в репрессиях и партийных чистках. В начале 1960-х он был одним из партийных кураторов расправы над «Чамским братством», жертвами которой стали, в частности, адмирал Теме Сейко и генерал Хильми Сейти. Ранее в качестве секретаря ЦК Марко курировал сбор информации о личной жизни находившихся в Албании иностранок и составлял соответствующие отчёты для Ходжи.

### Период Алии
После смерти Энвера Ходжи в 1985 Рита Марко оставался членом Политбюро и Президиума, принадлежал к окружению нового первого секретаря ЦК Рамиза Алии . В 1988 Марко как член Президиума Народного собрания подписал решение об исполнении смертного приговора поэту-диссиденту Хавзи Неле (повешение Нелы стало последней казнью в Албании).
Рита Марко был активным участником закулисной борьбы в партийной верхушке. Это демонстрируют, в частности, рассекреченные материалы заседаний Политбюро 1989. Признавая «закрытый характер» органов госбезопасности, Марко добивался уплотнения партийного контроля над Сигурими. Для этого он использовал ЧП, криминальные события и бытовые скандалы — типа захвата заложников на рыболовецком судне, пожара в кинотеатре или хулиганских выходок сына министра внутренних дел (перебившего окна и лампы и избившего преподавателя на экономическом факультете Тиранского университета). Возникали конфликты Марко с главой МВД Хекураном Исаи и директором Сигурими Зюлюфтаром Рамизи.

## Под судом
В 1990—1991 коммунистический режим в Албании пал под ударами массовых протестов. В ходе политических манёвров Рамиза Алии группа ветеранов-ходжаистов была выведена из властных органов. Оставить Политбюро и Президиум пришлось и Рите Марко. Однако кадровые уступки Алии уже не меняли положения. Отстранена от власти была АПТ в целом.
С 1991 руководящие функционеры АПТ привлекались к судебной ответственности. Рита Марко был арестован в декабре 1991. Он предстал перед судом вместе с такими деятелями, как Рамиз Алия, Хекуран Исаи, Зюлюфтар Рамизи, экс-премьер Адиль Чарчани, экс-министр внутренних дел Симон Стефани, экс-генпрокурор и экс-председатель Верховного суда Аранит Челя.
В июле 1994 Рита Марко был признан виновным в злоупотреблениях властью и приговорён к 8 годам тюремного заключения, однако уже через год освобождён по возрасту и состоянию здоровья. В 1996 он был вновь привлечён уже по более суровому обвинению в преступлениях против человечности, однако этот процесс был прерван кризисом и беспорядками 1997, изменившими политическую ситуацию в стране.

## Последние годы
Последние два десятилетия Рита Марко прожил частной жизнью. Писал мемуары, впоследствии частично опубликованные. В 2014 возник скандал из-за намерения Мими Кодели, министра обороны в правительстве Эди Рамы, наградить медалями Неджмие Ходжу и Риту Марко. Однако и вдова Ходжи, и Марко отказались от награждения.
Скончался Рита Марко в возрасте 98 лет. В некрологах он характеризовался как «правая рука Энвера Ходжи» (что представляется определённым преувеличением).
Рита Марко был женат, имел трёх дочерей и сына.